# Sinfonia n. 5 (Schubert)
La Sinfonia n. 5 in si bemolle maggiore D 485 fu composta da Franz Schubert fra settembre e ottobre 1816.

## Storia
L'autografo è conservato nella Staatsbibliothek di Berlino. Venne pubblicata dopo la morte dell'autore da Breitkopf & Härtel di Lipsia nel 1885. La prima esecuzione fu a Vienna nell'autunno del 1816, tenuta nell'abitazione di Otto Harwig.

## Struttura
Si divide in quattro movimenti.
1. Allegro in si bemolle maggiore, 4/4 (299 battute)
2. Andante con moto in mi bemolle maggiore, 6/8 (114 battute)
3. Allegro molto, minuetto in sol minore, 3/4 - Trio in sol maggiore, 3/4 (in totale 128 battute)
4. Allegro vivace in si bemolle maggiore, 2/4 (394 battute)

## Organico
La sinfonia è strumentata per un'orchestra composta di 1 flauto, 2 oboi, 2 fagotti, 2 corni in si♭ e mi♭ e archi (2 sezioni di violini, viole, violoncelli e contrabbassi).